# Cabo de Creus
El cabo de Creus (en catalán: Cap de Creus; significado en español: cabo de Cruces) es el punto más oriental de la península ibérica, situado al norte del golfo de Rosas. Es un promontorio abrupto y rocoso de 672 m de elevación que se alza sobre el mar Mediterráneo en el nordeste de España, en la provincia de Girona. El paraje que lo rodea fue declarado parque natural en 1998 debido a su riqueza geológica. El parque natural está gestionado por la Generalidad de Cataluña.

## Descripción

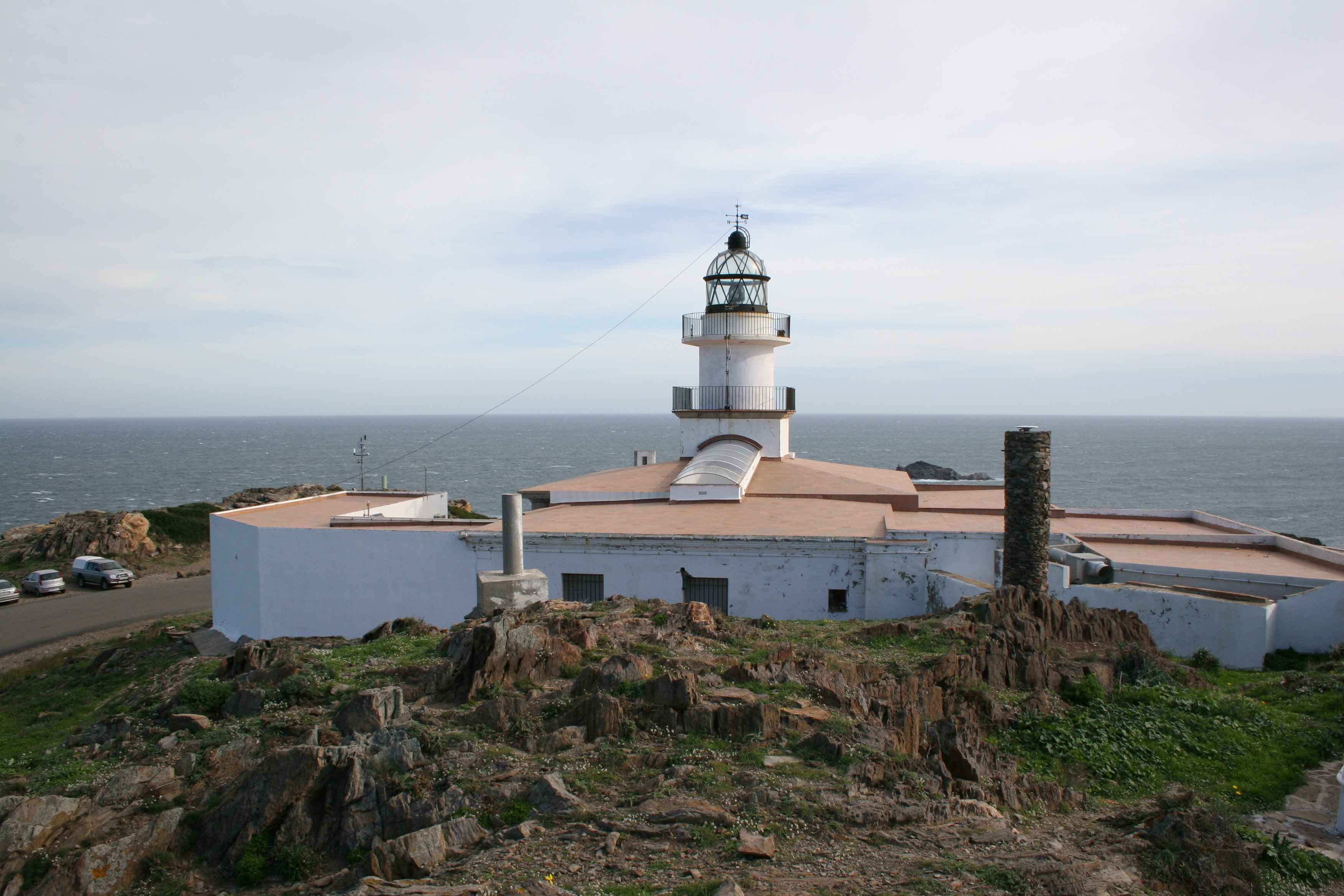
Faro en el cabo de Creus.

Está sujeto a la acción del oleaje, provocado fundamentalmente por la tramontana (nombre que recibe un viento frío que sopla del norte y noroeste) y los vientos de levante.
Geomorfológicamente, forma parte de las estribaciones de los Pirineos orientales, o Montes Alberes, que se adentran en el mar por el macizo del cabo de Creus. Sobre terrenos graníticos y esquistosos del ordovícico (paleozoico), presenta una vegetación dominante de matorrales y formaciones arbustivas. El cabo de Creus, en cuyo extremo se sitúa un faro, se encuentra en una pequeña península de carácter montañoso, cortada por numerosas entalladuras, a modo de pequeñas calas, orientadas en función de la estructura pizarrosa. En esta área se registran unas precipitaciones anuales que oscilan entre los 500 y 800 mm; se trata, por tanto, de un clima mediterráneo húmedo, caracterizado por la suavidad térmica y unas moderadas precipitaciones.
En el extremo oriental del cabo, a 87 m de altitud, se ubica un faro cuya señal lumínica tiene un alcance de 34 millas (54,72 km).

## Historia

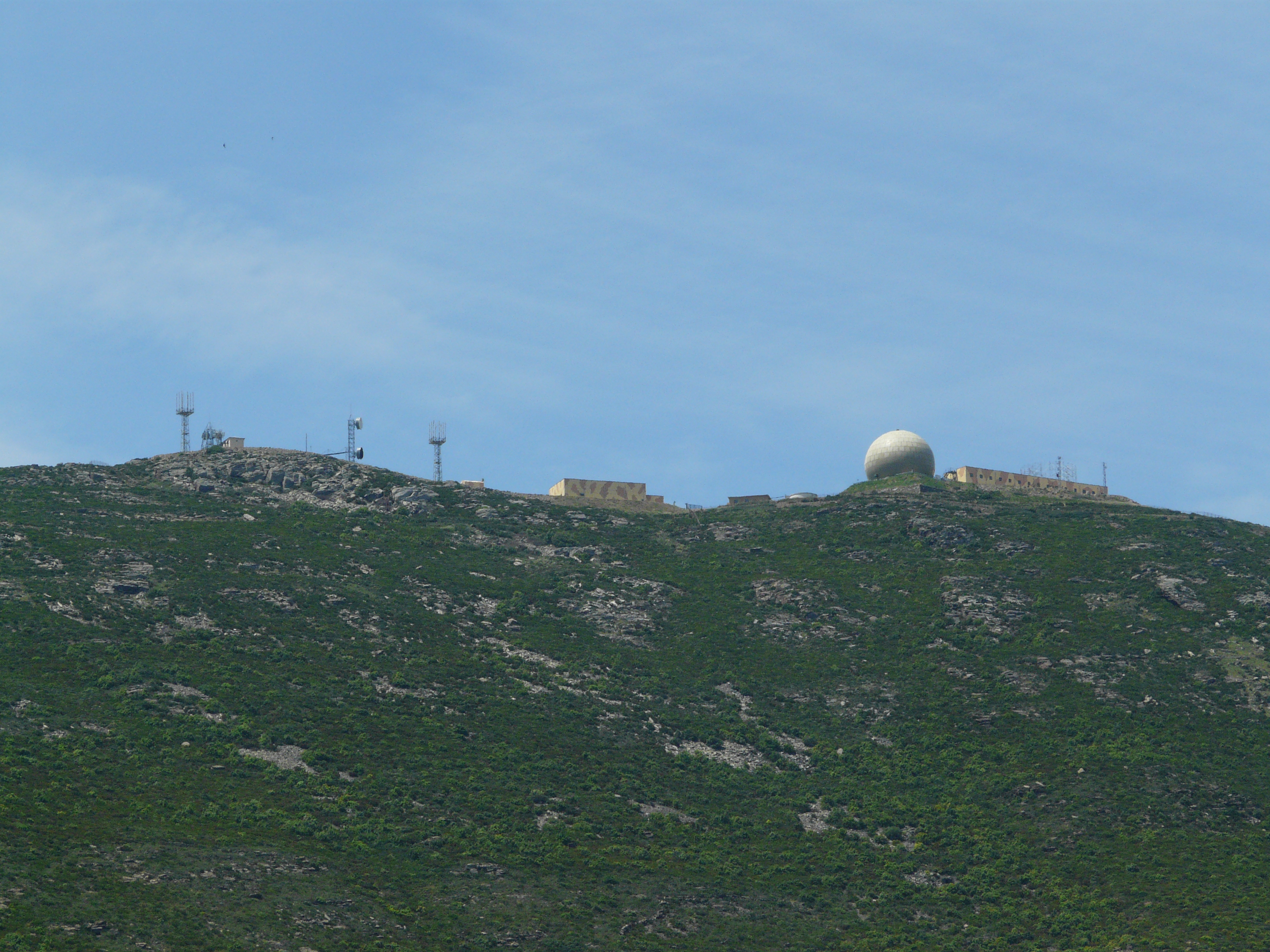
El monte Pení visto desde Cadaqués.

Se encuentran restos de poblamientos en esta zona ya durante el periodo prehistórico. La zona está salpicada de diversos restos de dólmenes. Durante la antigüedad los rodios fundaron Rosas cerca del istmo. Más al norte, ya en pleno cabo de Creus, se halla Cadaqués, y más al norte está, al final del cabo, el Puerto de la Selva.
Durante la época medieval se fundó el Monasterio de San Pedro de Rodas. Bien entrado el siglo XX, se crea el parque natural, mientras que a principios del siglo XXI se declara ZEPIM.
En la cima del monte Pení se halla una estación de radar (Escuadrón de Vigilancia Aérea número 4, EVA-4) que pertenece al Ejército del Aire Español, construida por los Estados Unidos en el año 1959.
En julio de 2010 se demolieron 400 apartamentos de la urbanización Club Méditerranée, construida en 1962 y deshabitada desde 2003.

## Fuente de inspiración artística

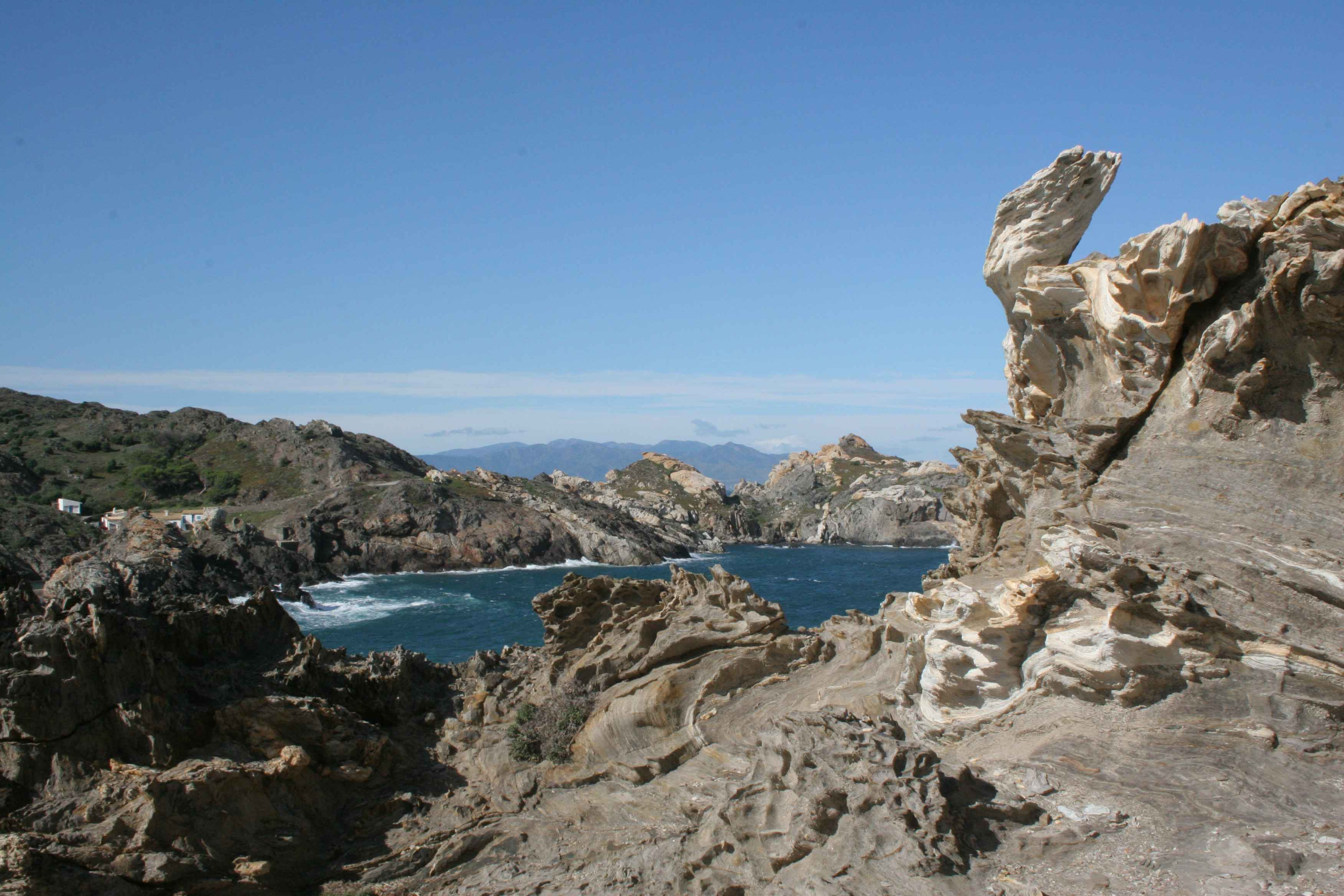
Paisaje del cabo de Creus.

La fuerza del cabo de Creus en tanto que materia artística, plástica o literaria ha sido fuente de inspiración para escritores y artistas. El gran masturbador, de Salvador Dalí se inspira, según parece, en una roca de cala Cullaré. En su extenso poemario Somni de Cap de Creus ('Sueño de Cabo de Creus'), del poeta Carles Fages de Climent, publicado póstumamente (2003), recrea el tránsito desde paganismo difuso del Ampurdán grecolatino al cristianismo que construye iglesias sobre los fundamentos de los antiguos templos paganos. Eugenio d'Ors, J. V. Foix, Josep Maria de Sagarra o Josep Pla también cayeron bajo el influjo de la fascinación del paisaje mineral del cabo, poblado de formas fantásticas producto de la erosión del mar y el viento.
También ha sido fuente de inspiración para la música con autores y obras como: Jorge Alfredo Sarraute Sánchez: El faroner del Cap de Creus ('El farero del Cabo de Creus', 1989), Música per a cor ('Música para coro'), Rafael Cabrisas (letra) y Joaquim Gay (música): Cap de Creus (sardana), Manel Rius: Cap de Creus (sardana), Dacosta: Cap de Creus (popular).
El paraje fue uno de los escenarios del film The Light at the Edge of the World dirigido por Kevin Billington en 1971 y protagonizado por Yul Brynner y Kirk Douglas, una adaptación de la novela Le phare du bout du monde, de Julio Verne. En el extremo del cabo, más allá del faro, fue construida una torre que tenía que representar el faro llamado del Fin del Mundo, en el archipiélago de Tierra del Fuego (Chile y Argentina), inspiración de la novela, y que fue demolida hace pocos años para restituir al paisaje su aspecto original.